# Sollignelsen
Sollignelsen kommer fra Platons dialog Staten. Solen gør at man kan finde frem til sandhed og erkendelse, idet synet er betinget af synsevnen, objekt og solens lys. Solen er et billede på det gode selv, det godes idé. Platon siger, at det godes ide er ideernes ide. Den er årsagen til alle andre ideer. Den er betingelsen for al erkendelse. Ligesom solen er betingelsen for, at vi kan se alle de synlige ting, så er det godes ide betingelsen for, at vi kan "se" ideerne.
Platons sollignelse tjener det formål at vise, at der er en større sandhed end skyggebillederne i hulen (se hulelignelsen). Han ønsker med lignelsen at få mennesket til at indse nødvendigheden i en opstigning til idéernes verden, hvor en højere erkendelse findes.